# Laurenz Janscha

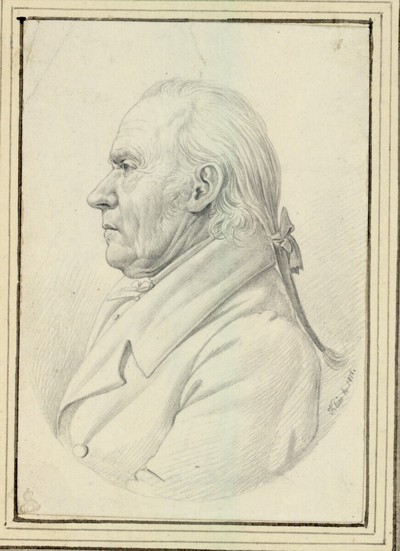
Laurenz Janscha, posthum porträtiert von Johann Adam Klein

Laurenz Janscha (* 30. Juni 1749 in Bresnitz/Breznica  bei Radmannsdorf in der Oberkrain; † 1. April 1812 in Wien) war ein österreichisch-slowenischer Landschaftsmaler, Vedutenzeichner und Radierer.

## Leben
Laurenz Janscha (auch: Lorenz Jantscha oder Lovro Janša), Sohn des Bauern Matthias Janscha (1683–1752) und der Lucia Debellak (1705–1781), wurde um 1770 an der Kupferstecherakademie in Wien aufgenommen; dort erhielt er bei Johann Christian Brand seine Ausbildung in der Landschaftszeichnung. Ein weiterer Lehrer war Franz Edmund Weirotter. Ab 1780 arbeitete er auch an Radierungen. 1785 wurde Janscha Mitarbeiter an der Collection de 50 vues de la ville de Vienne des Wiener Verlages Artaria; er steuerte Aquarellvorlagen für sieben vorwiegend landschaftliche Blätter bei. In Folge konzentrierte der Künstler sich auf das Anfertigen von Veduten und Ansichten der Wiener Umgebung und anderen Gegenden, die als Kupferstiche oder Radierungen, etwa von Johann Ziegler, bei verschiedenen Wiener Verlagen herausgegeben wurden und weite Verbreitung fanden. 1803 malte er nach einer Vorlage ein großes Panorama von Wien, das in einer Schaubude im Prater und in weiteren Städten gezeigt wurde. Von Ziegler gestochen, veröffentlichte Artaria 1798 seine vor 1793 gezeichneten fünfzig Rheinansichten.
1797 wurde Janscha als Nachfolger von Carl Philipp Schallhas Korrektor an der Klasse für Landschaftszeichnung der Wiener Akademie. Im Jahr 1806 wurde er nach dem Tode Friedrich August Brands zum Leiter der Meisterschule ernannt; 1811 wurde ihm auch der Professorentitel verliehen. Janscha war mit Theresia Rindfleisch (1760–1806), einer Tochter des Uhrgehäusemachers Johann Michael Rindfleisch, verheiratet (Eheschließung 1786 in Wien).